# بني شعبين (كعيدنة)

تعديل مصدري - تعديل

بني شعبين هي إحدى قرى عزلة سواخ بمديرية كعيدنة التابعة لمحافظة حجة، بلغ تعداد سكانها 203 نسمة حسب تعداد اليمن لعام 2004.